# Аннівка (Білогірський район)
А́ннівка (до 1887 року — Алєвкє́; крим. Alevke) — село в Україні, у Білогірському районі Автономної Республіки Крим. Підпорядковане Новожилівській сільській раді. Населення — 446 осіб (2001).

## Географія
Село розташоване в степовій зоні Криму, на крайній півночі Білогірського району, біля кордону з Красногвардійським, у балці Бергуба. Висота над рівнем моря — 85 м. Сусідні села: Тургенєве за 4 км (або понад 5 км по шосе) на північний захід і Колодязне, Красногвардійського району, за 4 км на південний схід. Відстань до райцентру — близько 50 кілометрів, найближча залізнична станція — Елеваторна за 15 км.

## Історія
Перша документальна згадка про село зустрічається в Камеральному Описі Криму … 1784, судячи з якого, в останній період Кримського ханства Алевке входила в Борулчанський кадилик Карасубазарського каймакамства.
Після анексії Криму Російською імперією 8 лютого 1784 року, село була приписане до Сімферопольському повіту Таврійської області. Після Павловських реформ, з 1796 по 1802 рік, входило в Акмечетський повіт Новоросійської губернії. З Указу Олександра I Сенату про створення Таврійської губернії, Алевке було включене до складу Кадикойської волості Сімферопольського повіту.
За даними Відомості про всі селища, у Сімферопольському повіті …  1805 року в селі Алірке числилося 13 дворів і 102 кримських татарина і 9 циган. На військово-топографічній карті 1817 року село Алевкі позначене без вказівки числа дворів. Відтік населення міг бути пов'язаний з еміграціями татар в кінці XVIII — першій половині ХIХ століть в Туреччину, а після того як село спорожніло його заселили переселенцями з Росії. Після реформи волосного поділу 1829 року поселення Алівке, згідно «Відомостях про казенні волості Таврійської губернії 1829 р», перепідпорядкували з Кадикойської волості в Айтуганську. На карті 1842 року село Алевкі вже позначене умовним знаком «мале село», тобто, менше 5 дворів. У 1847 році в селі була побудована церква Зачаття Анни (Ганни).
В 1860-х роках, після земської реформи Олександра II, поселення приписали до Зуйської волості того ж повіту. В «Списку населених місць Таврійської губернії за відомостями 1864», складеному за результатами VIII ревізії 1864 року, Алівке (або Аннівка) — татарська село з 6 дворами і 31 жителем.
Після установи 18 жовтня 1921 Кримської АРСР, у складі Сімферопольського повіту був утворений Біюк-Онларський район, до складу якого включили село, а в 1922 році повіти отримали назву округів. 11 жовтня 1923, згідно з постановою ВЦВК, в адміністративний поділ Кримської АРСР були внесені зміни, у результаті яких був ліквідований Біюк-Онларський район і Аннівку включили до складу Сімферопольського. Згідно Списку населених пунктів Кримської АРСР за Всесоюзним переписом 17 грудня 1926 року Аннівка входила до складу Чонгравскої сільради Сімферопольського району. Постановою КримЦВК «Про реорганізацію районів Кримської АРСР» від 15 вересня 1930 року, був знову створений Біюк-Онларський район (з 1944 року — Октябрський район), тепер як німецький національний, куди включили Аннівку. Указом Президії Верховної Ради УРСР «Про укрупнення сільських районів Кримської області», від 30 грудня 1962 Октябрський район скасували і Аннівку приєднали до Бахчисарайському району, а з 1 січня 1965 року, указом Президії ВР УРСР «Про внесення змін до адміністративного районування УРСР — по Кримській області», включили до складу Білогірського.